# Uropterygiinae
Uropterygiinae – podrodzina ryb promieniopłetwych z rodziny murenowatych (Muraenidae).

## Podział systematyczny
Do podrodziny należą następujące rodzaje:
- Anarchias Jordan & Starks, 1906
- Channomuraena Richardson, 1848
- Cirrimaxilla Chen & Shao, 1995 – jedynym przedstawicielem jest Cirrimaxilla formosa Chen & Shao, 1995
- Scuticaria Jordan & Snyder, 1901
- Uropterygius Rüppell, 1838